# Emilio Miraglia
 Emilio Miraglia (né le 1er janvier 1924 à Casarano, dans les Pouilles et mort en 1982) est un réalisateur et scénariste italien. 

## Biographie
Emilio Miraglia a commencé sa carrière comme superviseur de 1950 à 1959 et de 1960 à 1966 comme assistant réalisateur. C'est en 1967, qu'il réalise son premier film, La Mort aux tripes, sous le pseudonyme de Hal Brady. Il utilise deux autres pseudonymes, Emilio P. Miraglia et Emilio Paolo Miraglia.

## Filmographie
- 1967 : La Peur aux tripes (Assassination)
- 1968 : Casse au Vatican (A qualsiasi prezzo)
- 1969 : Ce salaud d'inspecteur Sterling (Quella carogna del l'ispettore Sterling)
- 1971 : L'Appel de la chair (La notte che Evelyn uscì dalla tomba)
- 1972 : Joe Dakota (Spara Joe... e così sia!)
- 1972 : La dame rouge tua sept fois (La dama rossa uccide sette volte)